# Oijen (Noord-Brabant)
Oijen (Brabants: Ojje) is een dorp in de gemeente Oss, in de Nederlandse provincie Noord-Brabant. Oijen heeft ruim 1.255 inwoners. Tot 1939 behoorde het tot de gemeente Oijen en Teeffelen en tot 2010 tot de gemeente Lith. Oijen ligt aan de Maas.
Vroeger lag Oijen in Gelderland, waar het behoorde tot het Land van Maas en Waal. In 1814 werd de Maas als provinciegrens aangewezen. Pas toen is Oijen Brabants geworden.

## Toponymie
Alle dorpen met ‘ooi’-namen, die in het rivierengebied zijn gelegen liggen in grote soms scherpe bochten. Ook met Oijen in Noord-Brabant is dit het geval. ‘Ooi’ betekent: wat bij of in het water ligt.

## Geschiedenis
Oijen werd voor het eerst vermeld in 1062, toen het kapittel van Sint-Servaas in Maastricht een koninklijke bevestiging kreeg omtrent het bezit van het domein Oijen (“villa Oya”). In 1139 volgde een bevestiging van de paus. Toen bleek Oijen al een kerk te bezitten, toegewijd aan Sint-Servatius. Ook was Oijen een zelfstandige heerlijkheid.
Landgoederen en kerk kwamen in 1361 door verkoop in het bezit van Maria van Brabant. In hetzelfde jaar werd het Kasteel van Oijen gebouwd. Maria liet in Oijen munten slaan en hief tol op de Maas. Toen zij in 1399 kinderloos overleed werd Oijen, in spijt van den tegenstand van Braband, Gelders gebied.
Oijen lag toen in een gebied waar nogal eens schermutselingen tussen Brabant en Gelre plaatsvonden. In 1506 werd het kasteel door Brabants gezinde troepen ingenomen om in 1507 weer bezit van de Geldersen te worden. In 1508 waren de Brabanders weer aan de beurt en het werd voor vijf jaren eigendom van de stad 's-Hertogenbosch, die het wenste te slechten.
Daartoe gaf landvoogdes Margaretha van Parma in 1511 aan de stad toestemming tot de sloop. Het kasteel werd echter weer opgebouwd, mogelijk al in 1515, en de heerlijkheid Oijen is daarna in de loop der tijd in eigendom van diverse eigenaren geweest.
In 1759 erfde Mattheus Hoeufft jr. de heerlijkheid en die van Onsenoord en Nieuwkuik (bij Vlijmen) van zijn broer Phillipus Hoeufft. Deze heerlijkheden waren door hun vader Mattheus Hoeufft Sr. in 1690 voor f. 8350 aangekocht. De genoemde Heerlijkheden werden in 1765 gelegateerd aan de derde broer Leonard Hoeufft (1697-1772). Mattheus Hoeufft Jr. was getrouwd met Anna Isabella van Nassau-LaLecq (1695-1765). Leonard Hoeufft (1697-1772) verkocht Onsenoord en Nieuwkuik aan jhr. Joannes Half-Wassenaer (1706-1782), lid van het geslacht Half-Wassenaer in welk geslacht het tot 1892 bleef. Hierna kwam Oyen aan Jean Philippe Hoeufft, heer van Oyen (1734-1795), de zoon van Leonard. De volgende heer van Oyen werd Leonard Jean Philippe Hoeufft (1794-1819), de zoon van Jean Philippe. Hij overleed in 1819 in Breda, zonder mannelijke nazaten.
In 1836 kocht de Eindhovense fabrikant Josephus Smits (lid van het geslacht Smits) de heerlijkheid, in wiens geslacht het zich nog steeds bevindt. Hij liet het eigenlijke kasteel van Oyen afbreken, maar behield de jachtrechten en verpachtte de nog bestaande gronden. Het beheer werd overgedragen aan een rentmeester.
In 1984 werden de kasteelrestanten gerestaureerd en momenteel is het gebouw in handen van Natuurmonumenten. De ten westen ervan gelegen uiterwaard Ossekamp is aangewezen als natuurontwikkelingsgebied.

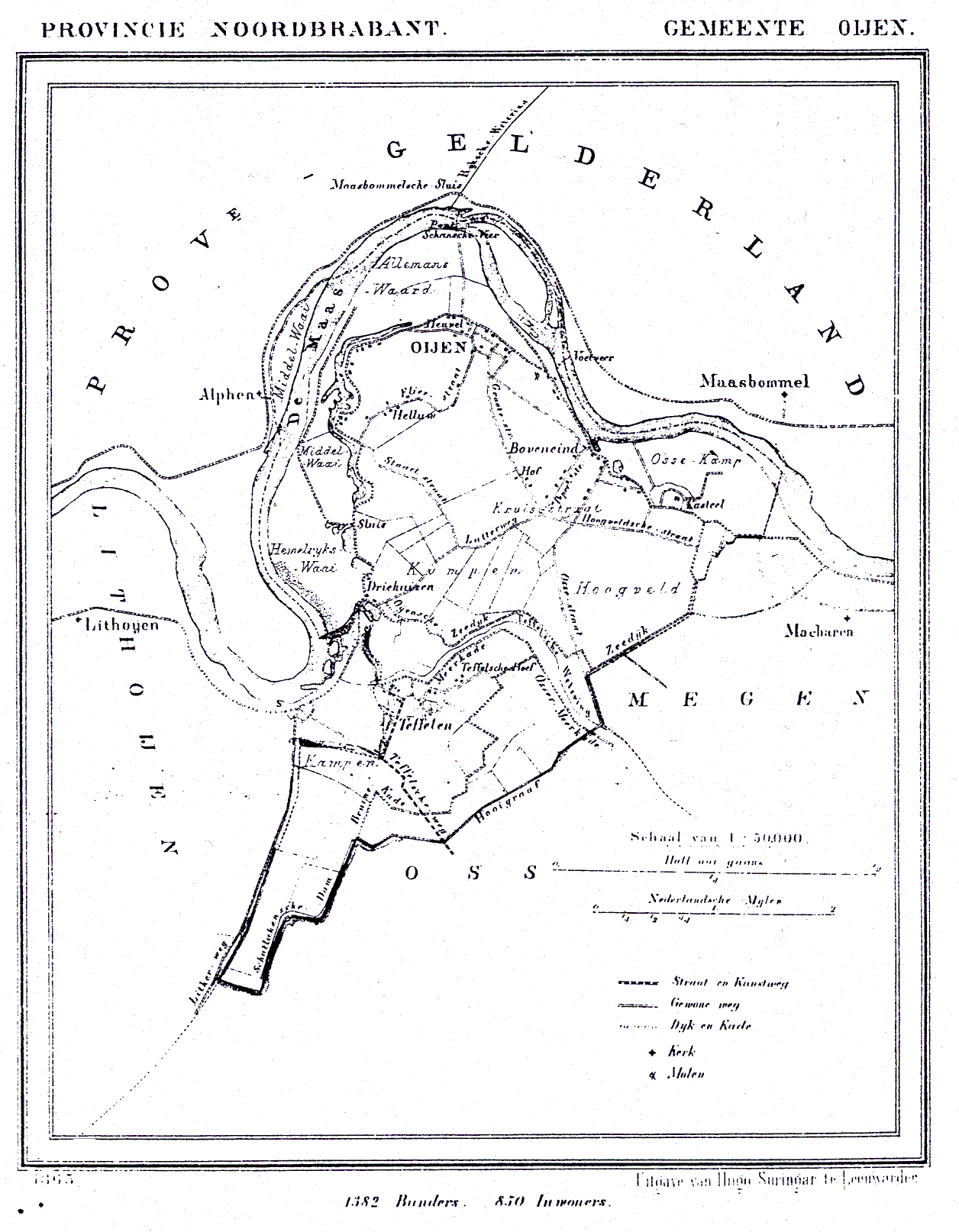
Oijen in 1865

Oijen vormde in vroeger tijd samen met Teeffelen een parochie, al had ieder dorp een eigen kerk. Tijdens het Twaalfjarig Bestand (1609-1621) kwam Gelderland en dus Oijen onder het bestuur van de Republiek der Nederlanden. De uitoefening van de katholieke godsdienst werd verboden en de kerk van Oijen ging over naar de protestanten. De katholieken kerkten voortaan in Teeffelen in de Sint-Benedictuskerk, totdat ze in 1712 een schuurkerk mochten betrekken.
Het rampjaar 1672 gold ook voor Oijen want, ten gevolge van de oorlogshandelingen bij de inval van de Fransen, brandden naast vele andere huizen ook de secretarie, gevestigd in het huis van secretaris Devenijns geheel af. Alle protocollen evenals het rechterlijk archief ging verloren. Vanaf die tijd heette die straat de "Verbrande straat" (later Hamstrastraat genoemd).
Toen, in 1798, de katholieken hun kerk terugeisten waren er geen bewijsstukken. Uiteindelijk kregen ze hun kerk. Ook werd er voor de protestanten in 1810 een nieuwe, zogeheten Napoleonskerk gebouwd, de hervormde kerk langs de Maas.
De katholieken kregen in 1837 een waterstaatskerk, terwijl het huidige, moderne, gebouw uit 1968 stamt. Deze kerk is nog steeds aan Sint-Servatius gewijd.
In 1814, toen het Koninkrijk der Nederlanden tot stand kwam, werd het dorp Oijen weer bij de provincie Noord-Brabant gevoegd. Het ging nu samen met Teeffelen de gemeente Oijen en Teeffelen vormen.
Van 1894 tot 1993 heeft de Congregatie van de Zusters van Liefde van Schijndel te Oijen een kloostergemeenschap gehad, die zorgde voor het R.K. Lager Onderwijs voor meisjes, evenals voor het instituut voor verstandelijk gehandicapte jongens (tot 1956). In dat vaak verbouwde zorgcentrum "Sint-Josef" worden bejaarden niet meer verzorgd.
De Polder van Oijen kende een eigen waterschapsbestuur.

## Economie
- Sinds 1989 bestaat Bierbrouwerij Oijen, dit is een (speciaal) bierbrouwerij en restaurant in een oude boerderij aan de dijk. Ze stoken sinds 2016 ook distillaten.

- In het centrum van het dorp stond in het verleden een slachterij van Dumeco, die is in 2004 gesloopt.

## Bezienswaardigheden
- Kasteel van Oijen
- De voormalige protestantse kerk aan het Boveneind, uit 1810. Het is een eenvoudig zaalkerkje met een ingezwenkte voorgevel in neoclassicistische stijl, waarop een torentje prijkt. In 1998 werd het kerkje gerestaureerd. Het wordt thans niet meer gebruikt voor de protestantse eredienst, maar is in particulier bezit. Het is tevens geklasseerd als rijksmonument.
- Kloosterkapel Sint-Jozef van het voormalige Sint-Jozefklooster
- Het Polderhuis, aan de Oijense Bovendijk 1, werd gebouwd in 1854 als een gezamenlijk project van het polderbestuur en de gemeente. De voorgevel heeft een peilschaal. in beslag, het gemeentebestuur slechts 1/3 deel. Het is tot 1919 als zodanig in gebruik geweest.

## Natuur en landschap
Oijen ligt in een Maasbocht. Stroomopwaarts aan de Maasdijk ligt de buurtschap Boveneind met de protestantse kerk, en benedenstrooms ligt de buurtschap 'Benedeneind.
Van de uiterwaarden werd de ten oosten van het dorp gelegen Ossekamp, die aansloot bij het kasteel, aangewezen tot natuurontwikkelingsgebied en aangekocht door de Vereniging Natuurmonumenten. 
Oijen heeft een veerpont over de Maas naar Nieuwe Schans aan de Gelderse zijde.

## Onderwijs
- Oijen heeft een school voor primair onderwijs, Basisschool De Kleine Weide[3], onderdeel van Primair SKO te Geffen, dat momenteel in een fusie is verwikkeld[4]. De school is met ingang van schooljaar 2015/2016 verhuisd naar nieuwbouw, onderdeel van een multifunctionele accommodatie[5]

## Verenigingen
- Drumfanfare DIOS (1968), drum- en showfanfare
- MOSA '14 (2014), voetbal- en korfbalvereniging (fusie van VC OVC '63 en VV Macharen)
- CS De Bokkenrijders (1966), carnavalsvereniging (zie ook Bokkenrijk)

## Nabijgelegen kernen
Alphen (via veer), Wamel (via veer), Maasbommel (via veer), Macharen, Teeffelen, Lithoijen, Lith en Oss

## Bekende Oijenaren
- Marc van Orsouw (1964), voormalig wielrenner
- Vajèn van den Bosch (1998), zangeres en (musical)actrice

## Galerij

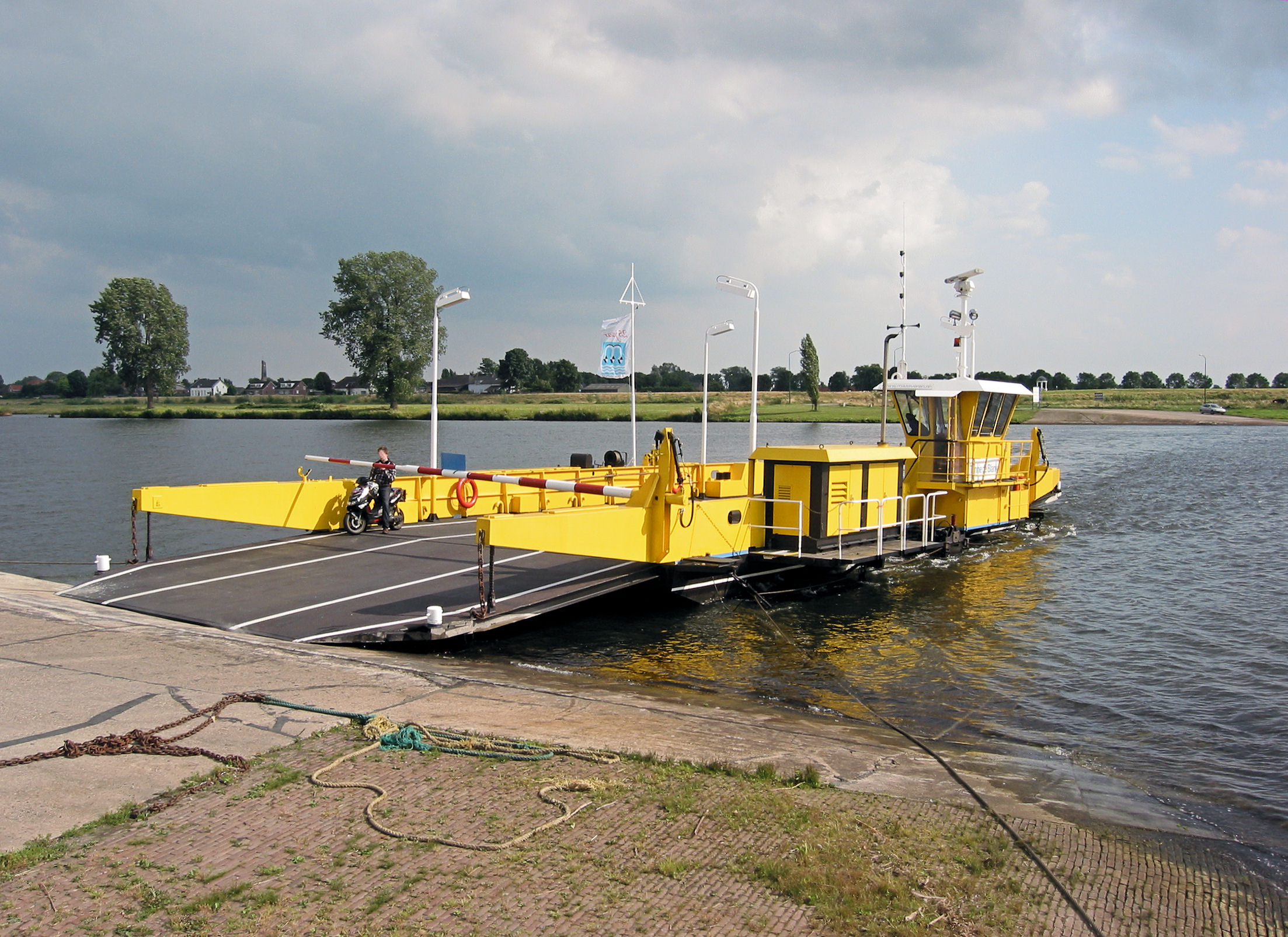
Oijense veerpont over de Maas
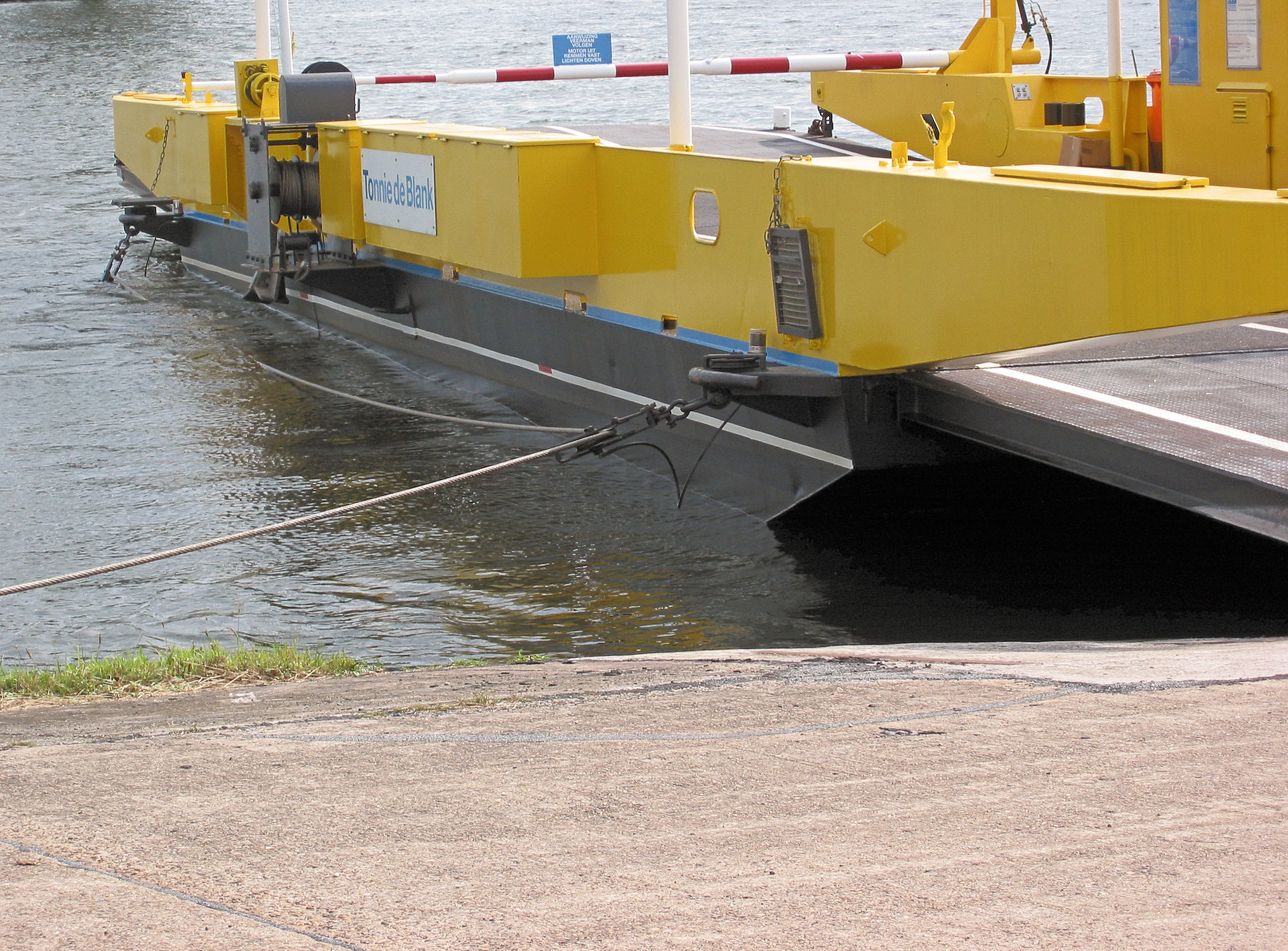
Oijense veerpont als Kabelpont
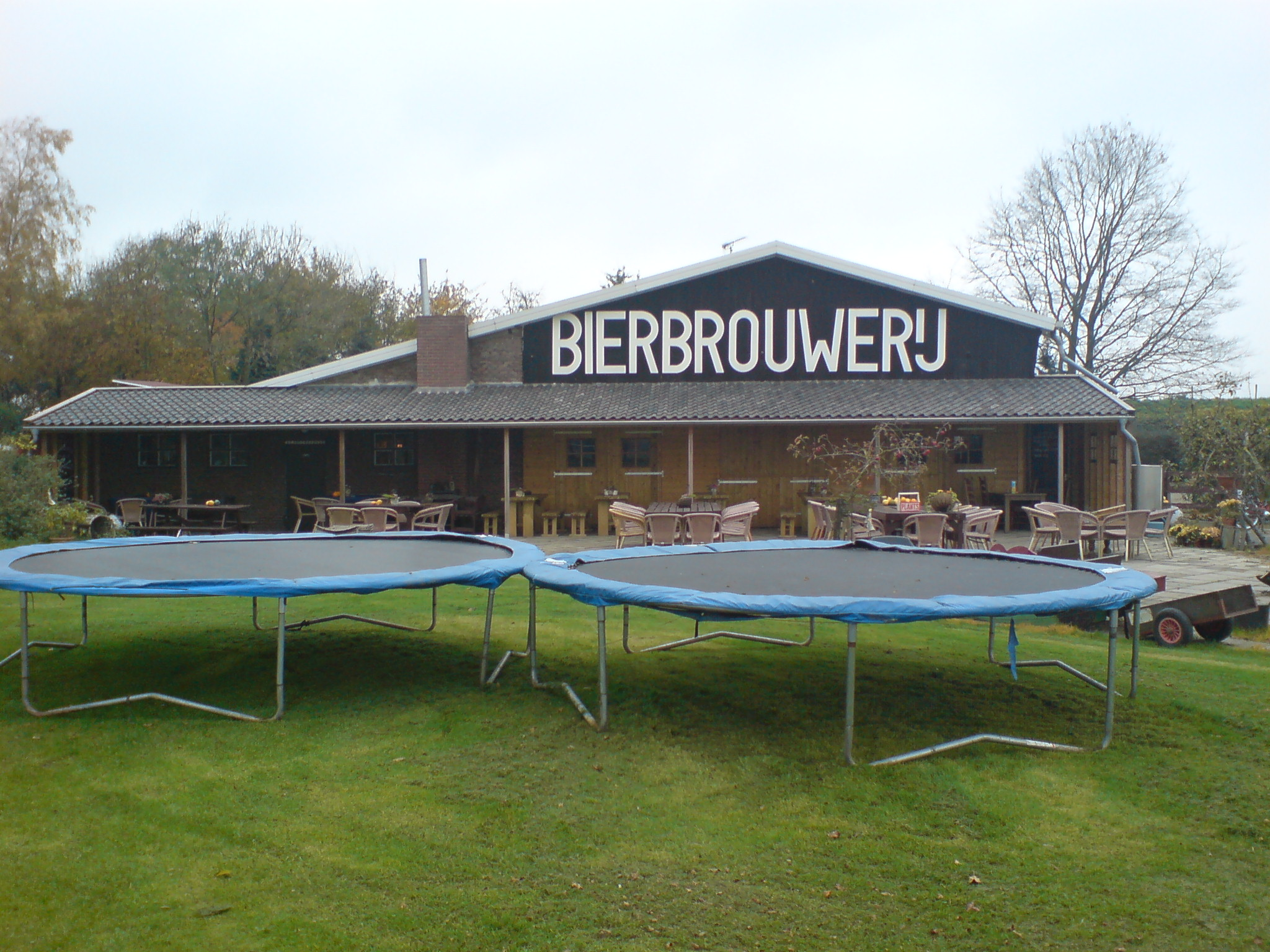
Bierbrouwerij Oijen
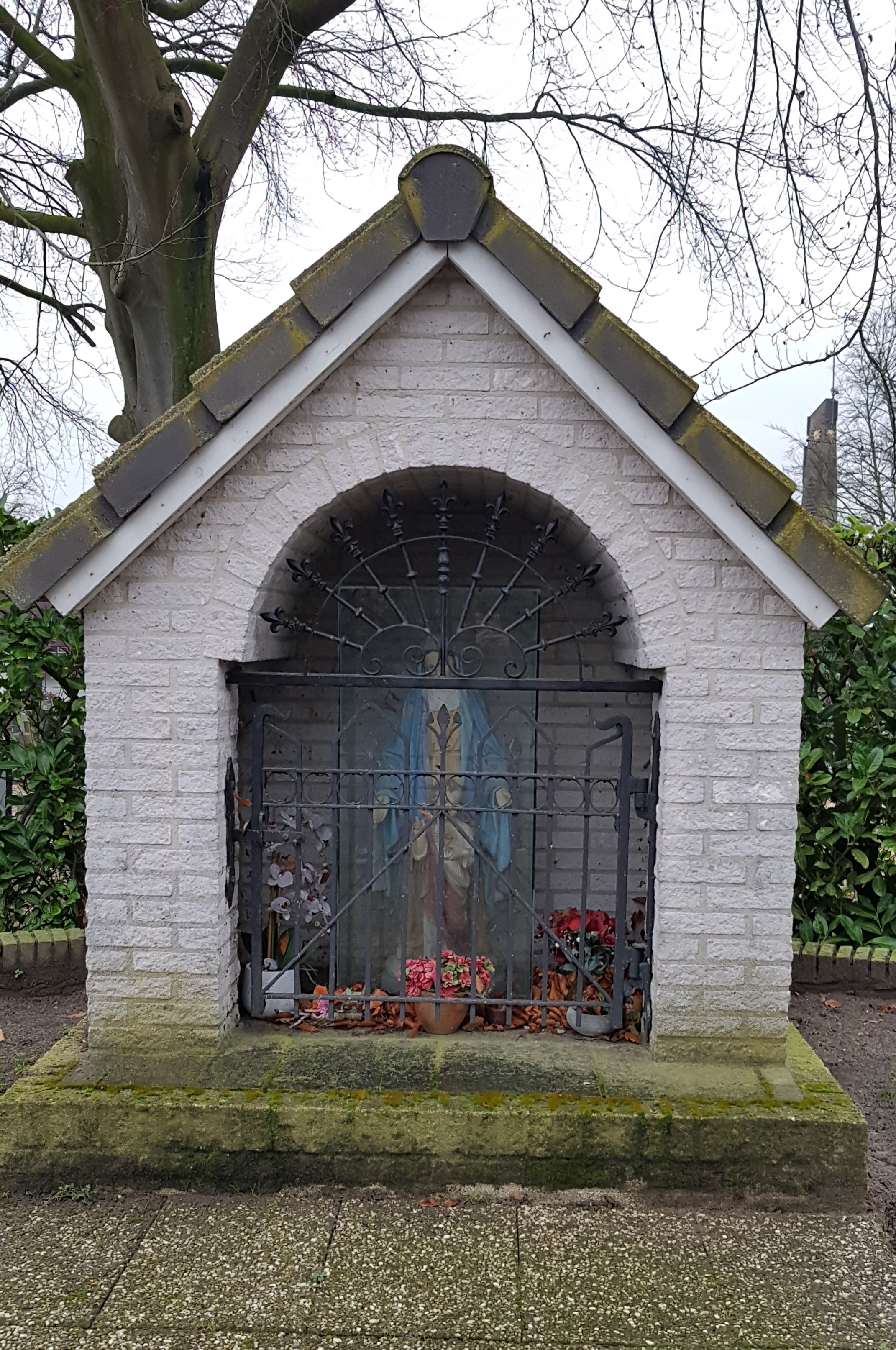
Mariakapel op de hoek Maasdijk/Kloosterstraat
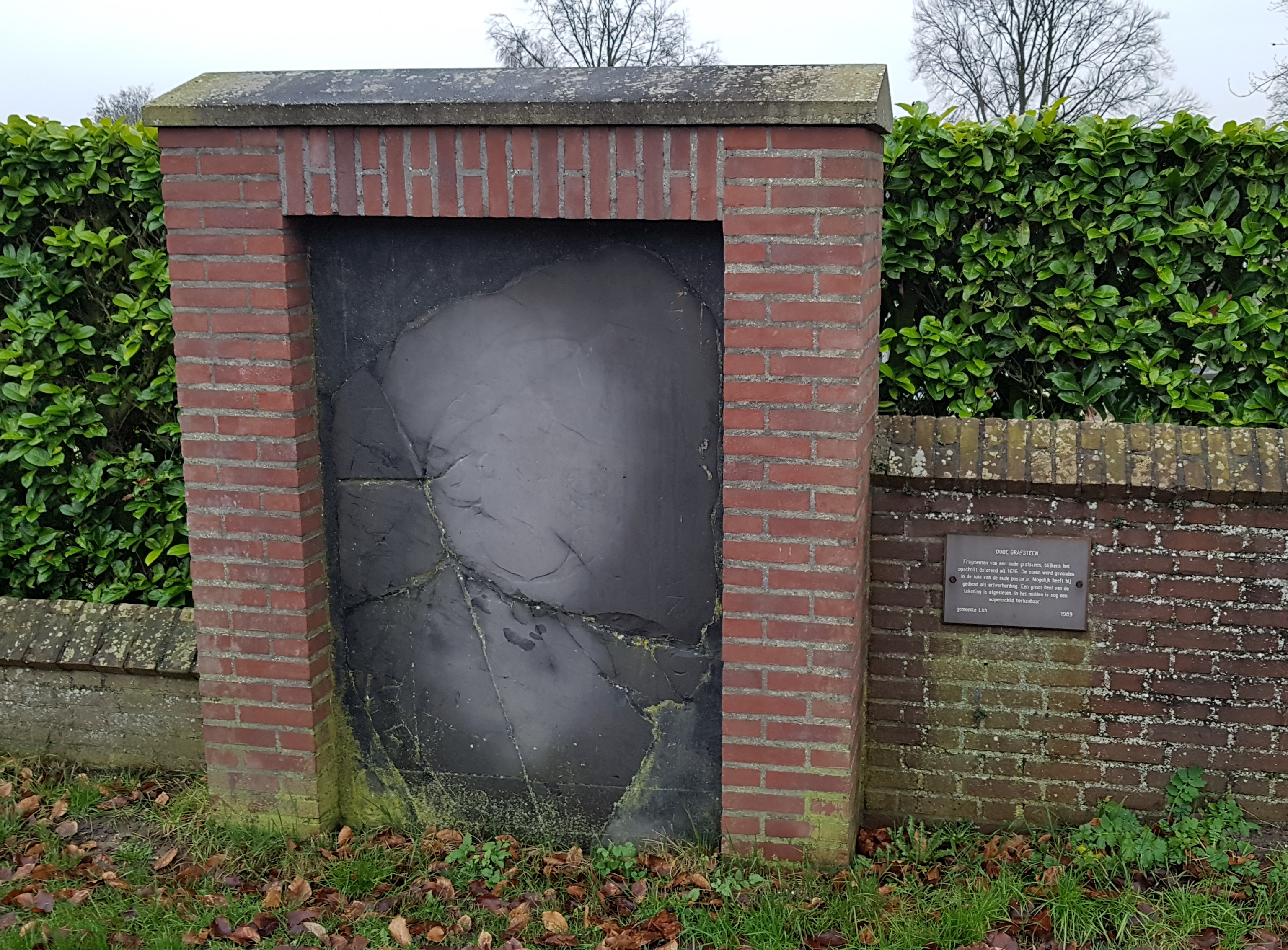
Grafsteen uit 1616 gereconstrueerd aan de Maasdijk
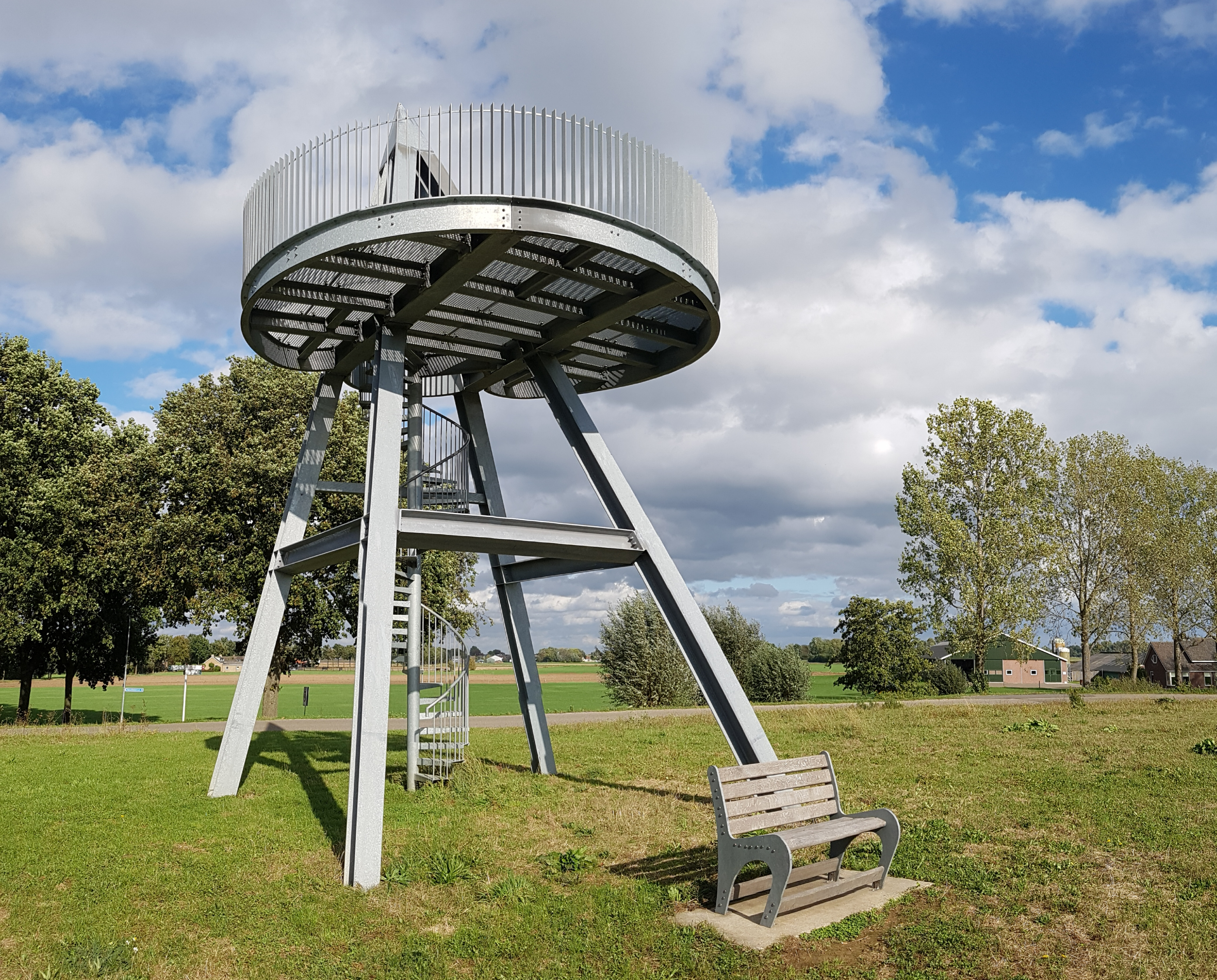
Uitkijktoren De Oijense Wachter kijkt uit over de Hemelrijkse Waard
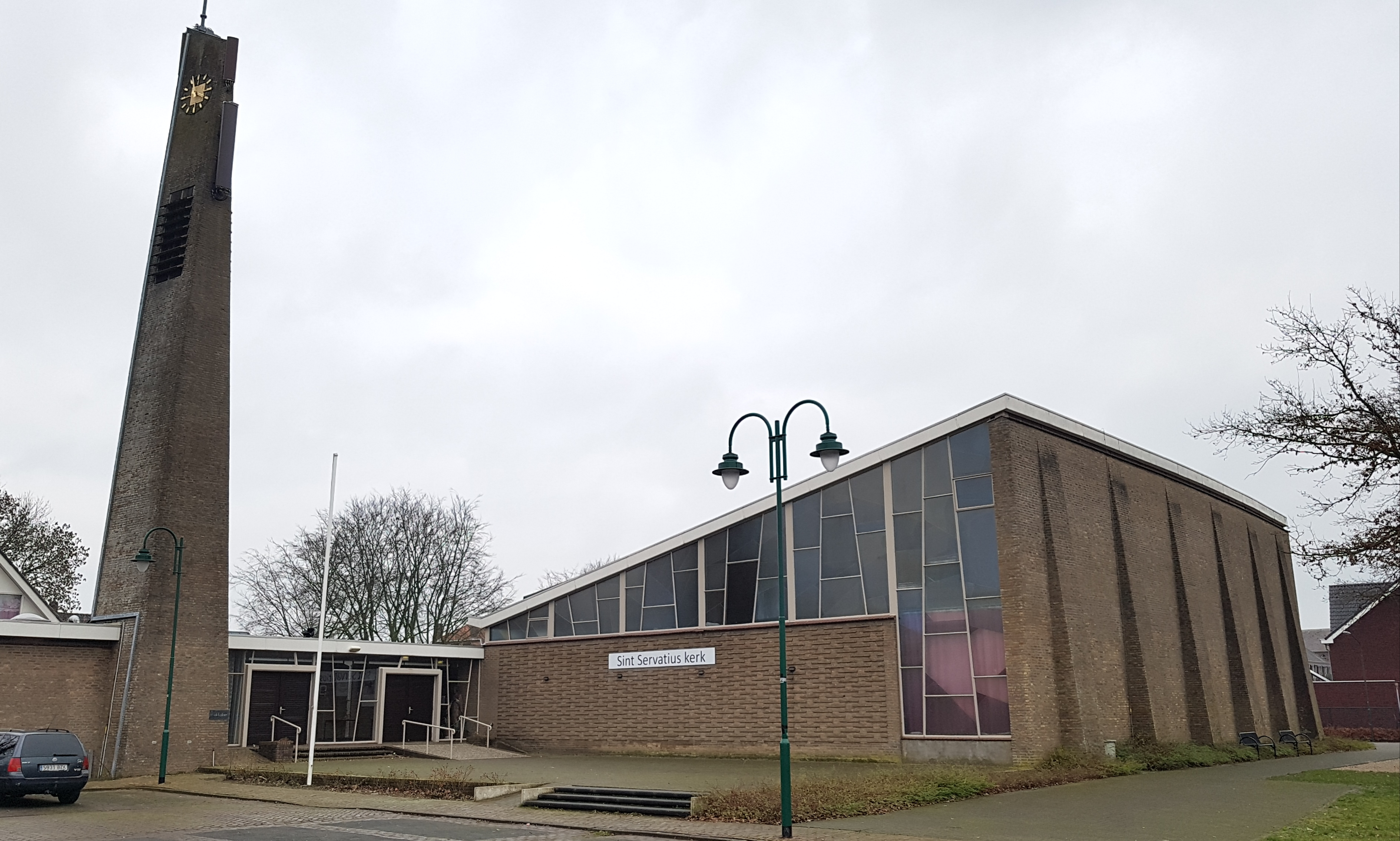
Sint-Servatiuskerk
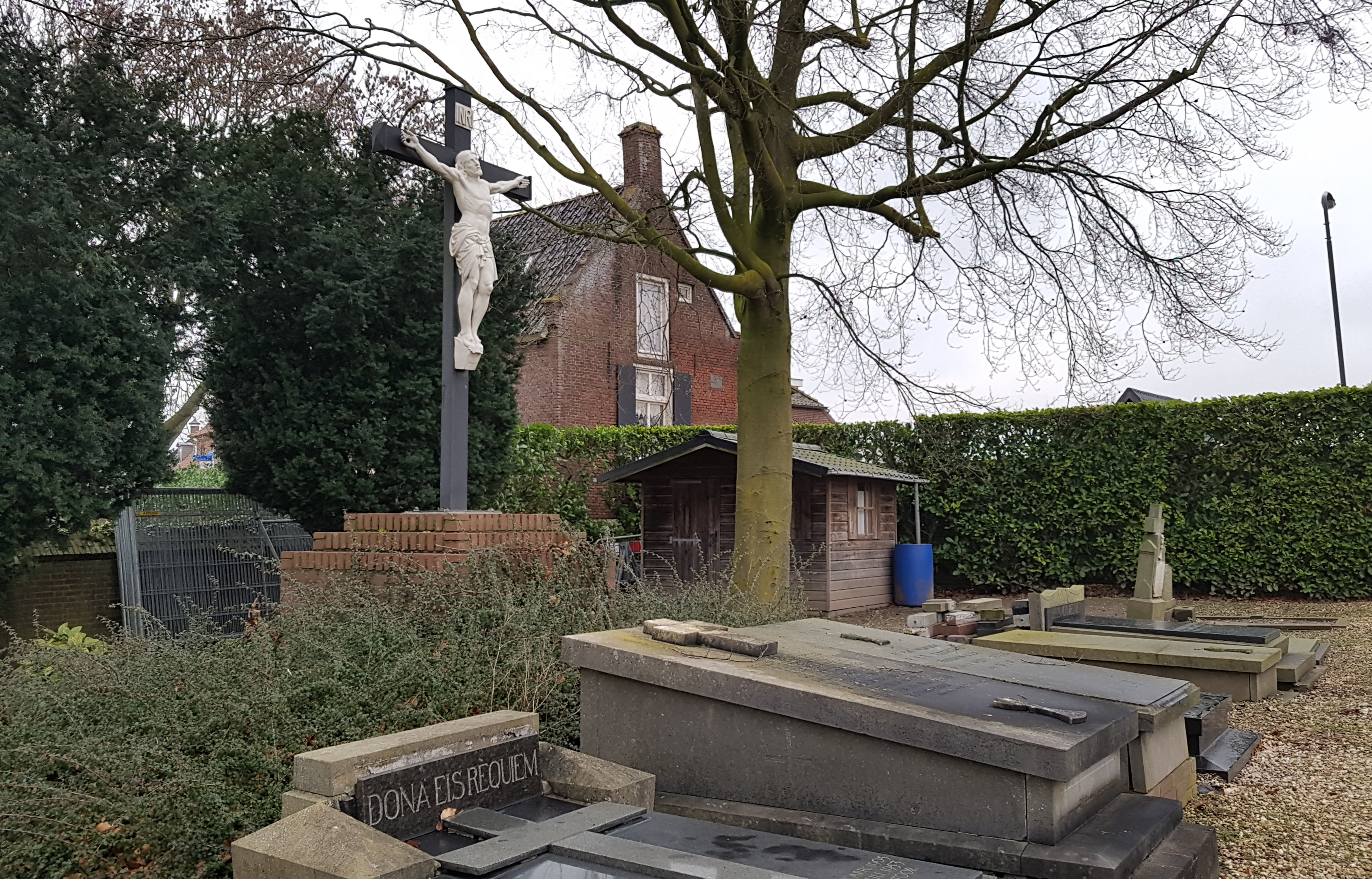
Kruisbeeld op de begraafplaats aan de Kloosterstraat
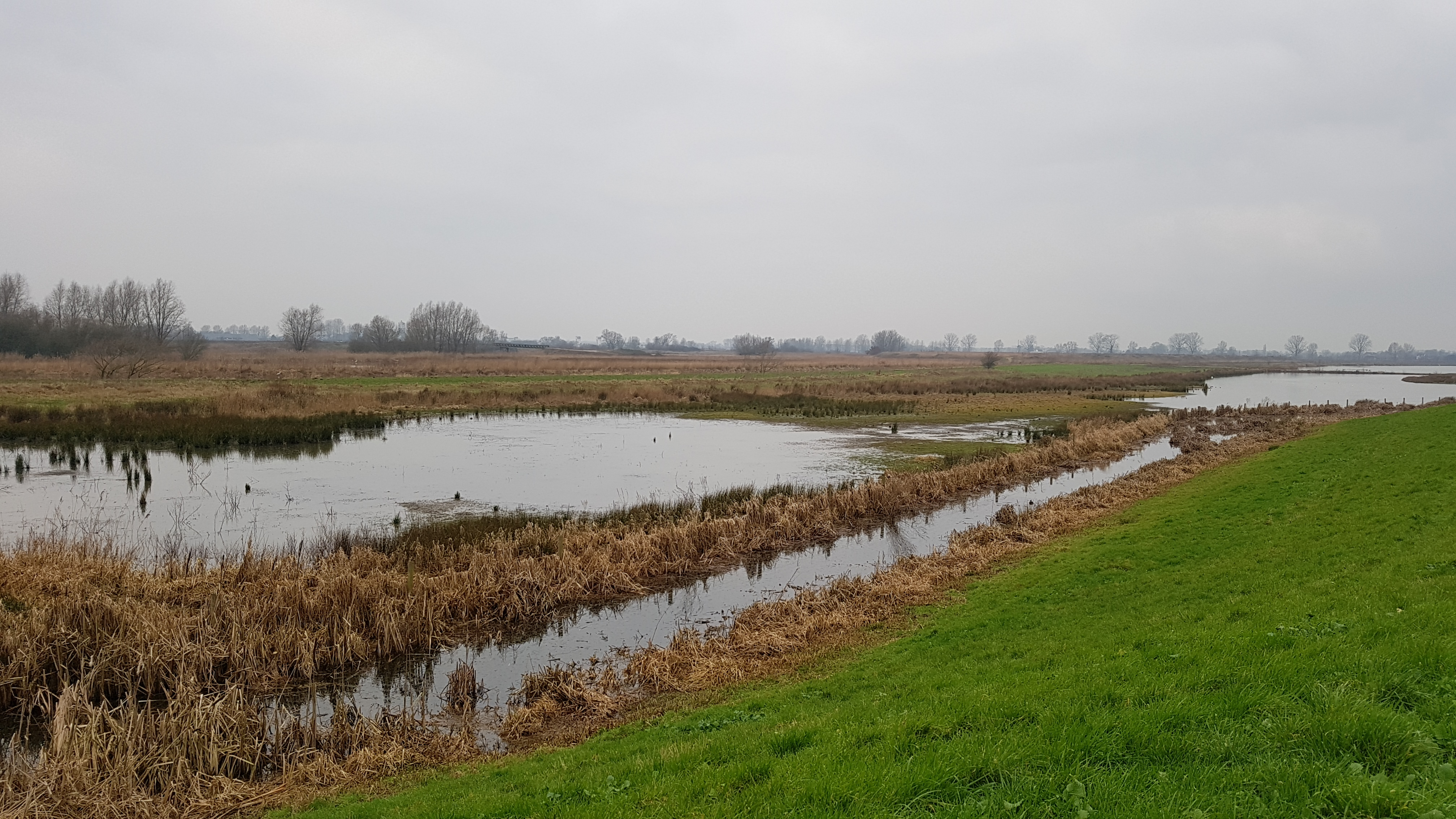
Hemelrijkse Waard - natuur in de uiterwaarden en een dode arm van de Maas

Steden: Megen · Oss · Ravenstein

Dorpen: Berghem · Demen · Dennenburg · Deursen · Dieden · Geffen · Haren · Herpen · Huisseling · Macharen · Kessel · Lith · Lithoijen · Maren · Maren-Kessel · Neerlangel · Neerloon · Oijen · Overlangel · Teeffelen

Buurtschappen: Achterste Heide · Benedeneind · Boveneind · Duurendseind · Elst · Gement · Keent · Kleine Koolwijk · Koolwijk · 't Wild

Noord-Brabant: Steden en dorpen      Nederland: Provincies · Gemeenten